# آب‌انبار مسجد جامع قزوین
آب‌انبار مسجد جامع قزوین مربوط به دوره صفویه است و در قزوین، ضلع غربی خیابان شهدا واقع شده و این اثر در تاریخ ۱۳۷۷/۰۵/۱۱ با شمارهٔ ثبت ۲۰۸۰ به‌عنوان یکی از آثار ملی ایران به ثبت رسیده است.
آب‌انبار مسجد جامع یکی از آب‌انبارهای قدیمی و بزرگ قزوین است که در اواخر سدهٔ یازدهم هجری توسط علی خان نامی از امرای لشکری دوران شاه سلیمان صفوی ساخته شده است. این آب‌انبار در خیابان سپه، قدیمی‌ترین خیابان ایران، در جلوخان مسجد جامع کبیر سر کوچه واقع شده است و دارای کتیبه‌ای است از سنگ مرمر و به خط نستعلیق که تاریخ ۱۰۹۳ ه‍.ق روی آن ذکر شده است. در تعمیرات بعدی بنا، سنگ‌های کتیبه آن پس و پیش کار گذاشته شده و برخی از سنگ‌های آن شکسته و از میان رفته است. یکی از دو گوشوار طرفین سردر آب‌انبار از بین رفته و از تزیینات متعارف نیز نشانی نیست.
راه شیرآب‌انبار سی و هفت پله سنگی داشته و دیواره‌های آب‌انبار به قطر ۴۰/۲ متر از جنس شفته آهک می‌باشد. مخزن آن گنجایش ۱۸۰۰ متر مکعب آب را دارد.